# 鳳凰座ν
鳳凰座ν，又名CD-46 346，HD 7570、SAO 215428、HR 370，是鳳凰座的一颗恒星，视星等为4.96，位于銀經290.1，銀緯-71，其B1900.0坐标为赤經1h 10m 40.4s，赤緯-46° -71′ 56″。